# Відеокарта

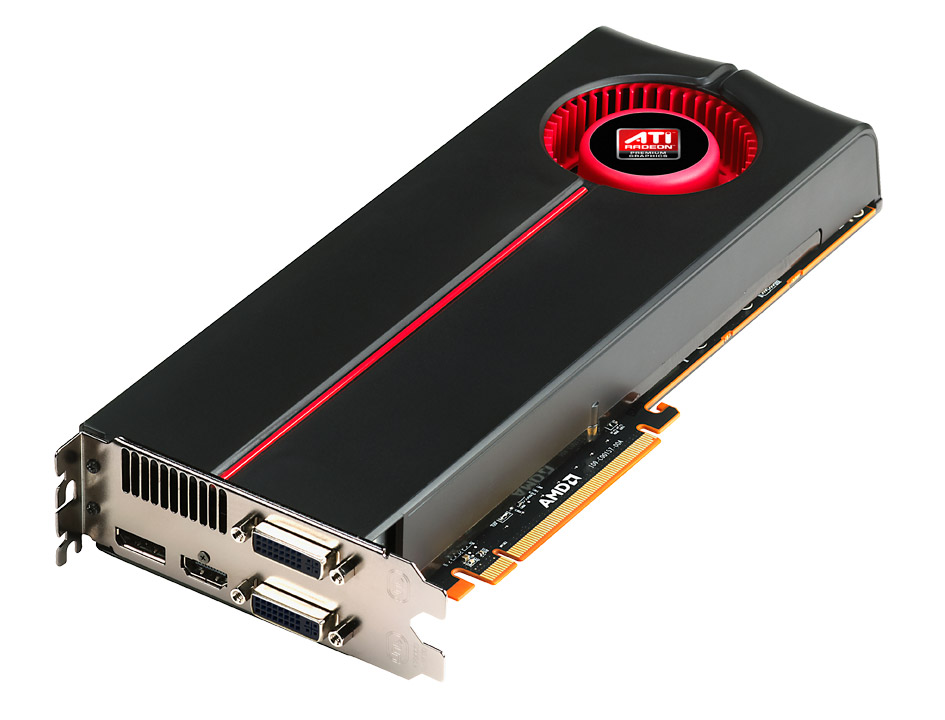
Відеокарта ATI Radeon HD 5870 з декоративним кожухом

Відеока́рта (англ. video card, також графічна карта, графічний адаптер, графічний прискорювач) — електронний пристрій, частина комп'ютера, призначена для генерації та обробки зображень з подальшим їхнім виведенням на екран периферійного пристрою.
Відеокарта зазвичай є платою розширення і вставляється у слот розширення, універсальний (PCI Express, PCI, ISA, VLB, EISA, MCA) або спеціалізований (AGP). Проте відеокарта може бути і вбудованою у материнську плату як у вигляді окремого елемента, так і як складової частини північного мосту чипсету або центрального процесора. Відповідно вставлювана називається дискретною, а вбудована — інтегрованою.
Сучасні відеокарти не обмежуються лише звичайним виведенням зображень, вони мають вбудований графічний мікропроцесор, котрий може здійснювати додаткову їх обробку, звільняючи від цих задач центральний процесор. Також процесор і відеокарта працюють разом і є залежними один від одного. Наприклад, усі сучасні відеокарти, що застосовують відеопроцесори AMD/ATi і NVIDIA підтримують OpenGL на апаратному рівні. Останнім часом, разом зі зростанням обчислювальних потужностей графічних процесорів має місце тенденція використовувати обчислювальні можливості графічного процесора для вирішення неграфічних задач (див. OpenCL).

## Історія

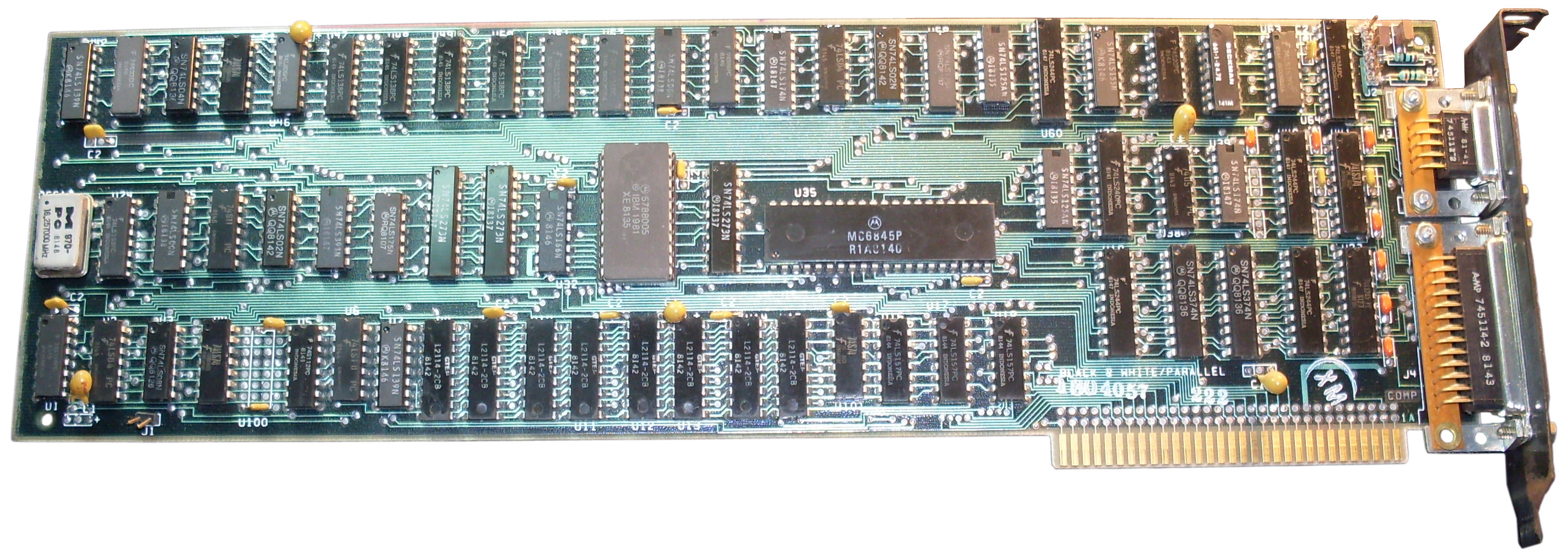
Monochrome Display Adapter (MDA) (1981)

Попередниками відеокарт були мікросхеми, які відповідали за формування зображення на ранніх персональних комп'ютерах та відеоігрових приставках. Так, CDP1861, що був випущений 1976 року, дозволяв формувати зображення роздільністю 62x128 пікселів. Television Interface Adaptor 1A з приставки Atari 2600 поєднував функції формування зображення, звуку і читання сигналів від ігрового контролера.
Ранніми мікросхемами відеоконтролерів були Motorola 6845 і Intel 8275 (клоновані у СРСР відповідно під марками КМ1809ВГ6 і КР580ВГ75).
Одним з перших графічних адаптерів у сучасному розумінні став MDA (Monochrome Display Adapter) для IBM PC у 1981 році. Він працював тільки в текстовому режимі з роздільною здатністю 80×25 символів (фізично 720×350 точок) і підтримував п'ять атрибутів тексту: звичайний, яскравий, інверсний, підкреслений та миготливий. Жодної кольорової або графічної інформації передавати він був не здатен, і колір символів визначався моделлю монітора. Зазвичай вони були чорно-білими, бурштиновими або смарагдовими. Фірма Hercules у 1982 році випустила подальший розвиток адаптера MDA, відеоадаптер HGC (Hercules Graphics Controller), який мав графічну роздільну здатність 720×348 точок і підтримував дві графічні сторінки. Проте він все ще не міг працювати з кольором.
Першою кольоровою відеокартою стала CGA (Color Graphics Adapter), випущена IBM. Вона і стала основою для наступних стандартів відеокарт. Вона могла працювати або в текстовому режимі з роздільною здатністю 40×25 і 80×25 (матриця символу — 8×8), або в графічному з роздільною здатністю 320×200 або 640×200. В текстових режимах було доступно 256 атрибутів символу — 16 кольорів символу і 16 кольорів фону (або 8 кольорів фону і атрибут миготіння), в графічному режимі 320×200 було доступно чотири палітри по 4 кольори кожна, режим високої роздільної здатності 640×200 був монохромним.
Як розвиток цієї карти з'явився EGA (Enhanced Graphics Adapter) — покращений графічний адаптер, з розширеною до 64 кольорів палітрою, і проміжним буфером. Була покращена роздільна здатність до 640×350, в результаті додався текстовий режим 80×43 при матриці символу 8×8. Для режиму 80×25 використовувалася велика матриця — 8×14, одночасно можна було використати 16 кольорів, кольорова палітра була розширена до 64 кольорів. Графічний режим також дозволяв використовувати при роздільній здатності 640×350 16 кольорів з палітри в 64 кольори. Був сумісний з CGA і MDA.
У 1987 році вийшов адаптер VGA (Video Graphics Array) для IBM PS / 2. VGA забезпечував роздільність 640x480 пікселів з 16 колорів, або 320x240 з 256 кольорів. VGA отримав новий інтерфейс — 15-контактний D-Sub, який став стандартом. Адаптер мав сумісність з програмами, написаними для EGA, CGA і MDA. Маючи 256 КБ відеопам'яті, VGA міг зберігати в них по кілька кадрів зі шрифтом. Випущений того ж року 8514/A міг відображати лінії та виконувати заливку частини кадру і накладати бітову маску. Забезпечував роздільність 1024x768 з 256 кольорами на частоті 43,5 Гц, або 640x480 на 60 Гц. Це зробило адаптер перспективним для інженерної графік. Йому на зміну 1990 року прийшов XGA (Extended Graphics Array), що підтримував роздільність 800x600 з 16 бітами кольору (65 536 кольорів, High Color). XGA почав гонку виробників за вищою якістю зображень, збільшенням роздільності та обсягу відеопам'яті.
Першою відеокартою, яка підтримувала обчислення тривимірної графіки, стала S3 Virge, випущена 1995 року. Вона мала 4 МБ пам'яті VRAM або DRAM на частоті 80 МГц. Дозволяла відтворювати динамічне освітлення і білінійну фільтрацію текстур. В прагненні досягнути тієї ж якості картинки, що на ігрових приставках, 3dfx Interactive було створено Voodoo Graphics, що вийшла в 1996 році. Вона не могла працювати з двовимірною графікою, а тільки перехоплювала керування в звичайної 2-D відеокарти, тому звалася 3-D прискорювачем. Підтримувала 640x480, проте тільки в повноекранному режимі. Несла 3 МБ EDO DRAM, яка працювала на частоті 50 МГц, аналогічно до графічного процесора. Під кінець 1996 року відбулося падіння цін на EDO DRAM і 3Dfx змогла більше і дешевше продавати свої відеокарти.

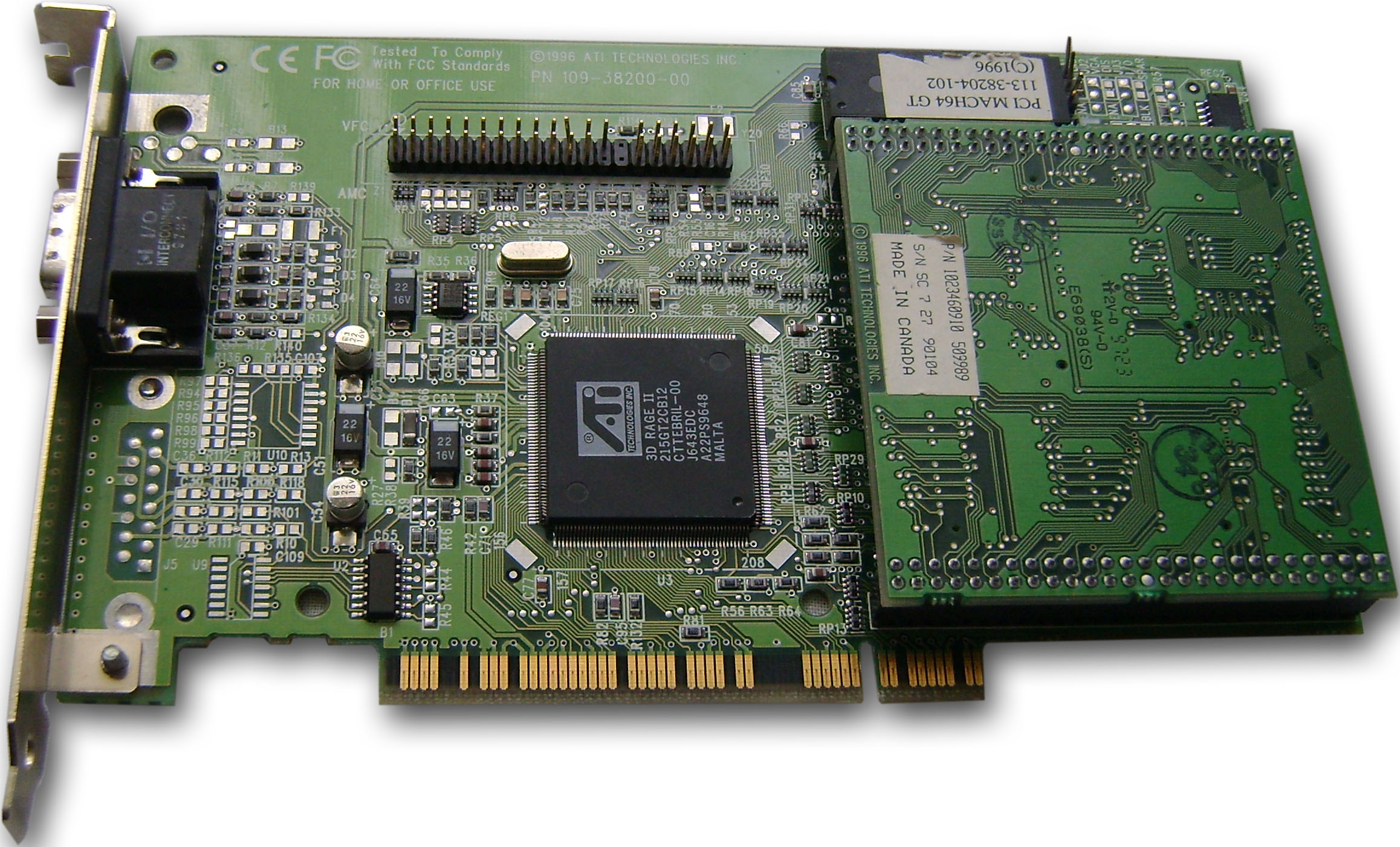
ATI 3D Rage II (1996)

Тим часом існували компанії, які випускали клони відомих відеокарт свого часу. ATI 1995 року мала відеокарту Rage, яка могла обробляти 3D-графіку і відео в форматі MPEG-1. Нова 3D Rage II в 1996 році могла обробляти вже MPEG-2, мала підтримку Direct3D і частково OpenGL. Несла 8 МБ SDRAM, а процесор і пам'ять мали частоту 60 і 83 МГц відповідно. NVIDIA в 1995 році випустила свій перший, хоч і неуспішний, адаптер NV1. Він поєднував 3D-прискорювач, 2D-адаптер, а також звукову карту і порт для геймпада Sega Saturn. Формував тривимірну графіку з кривих третього порядку, а не з полігонів. Йому на зміну NVIDIA випустила 1997 року Riva 128, що базувався на чипі NV3 і мав 4 МБ SDRAM, шину в 128 біт і робочу частоту 100 МГц. Випускався у варіантах PCI і AGP та успішно конкурував з продуктами 3Dfx.
У 1998 було випущено адаптер Voodoo2, що мав 8 (або 12) МБ відеопам'яті EDO DRAM з частотою 100 МГц. Відеопроцесор мав додатковий текстурний блок, за допомогою якого міг накладати до двох текстур за раз. Роздільність становила 800x600 при 8 МБ пам'яті чи 1024x768 при 12 Мб з глибиною кольору в 16 біт. Voodoo2 могла працювати з великими, як на той час, текстурами в 256x256 пікселів. Інноваційний режим SLI дозволяв одночасно працювати двом однаковим відеокартам цієї моделі. У відповідь NVIDIA створили RIVA TNT, що мала 2 конвеєра рендерингу, з допомогою яких так само накладала 2 текстури за раз. RIVA TNT працювала на частоті 90 МГц, несла 16 МБ пам'яті SDRAM. Дозволяла відтворювати картинку глибиною в 32 біта і працювати з текстурами роздільністю 1024x1024 пікселів. Основними виробниками відеокарт кінця 1990-х стали 3Dfx, NVIDIA, ATI, Matrox і S3. Ці конкуренти стали нарощувати обсяги відеопам'яті, частоту процесорів та їх кількість. Так ATI Rage Fury MAXX фактично була двома ранішими відеокартами Rage 128 Pro, поєднаними на одній платі, що почергово здійснювали обчислення. Voodoo5 мала одразу 4 відеочипа з окремим кулером для кожного. NVIDIA пішла по шляху розробки технології трансформації і освітлення (Transform and Lighting, T & L), що знімало з центрального процесора обрахунок вершин трикутників. В середньому нові моделі випускалися кожних пів року.
Врешті на початку 2000-х 3Dfx збанкрутувала, не встигаючи створювати конкурентоспроможні продукти. NVIDIA купила 3Dfx, витіснивши конкурентів своїми дешевими і продуктивними відеочипами. Таким чином лишилося два лідера з числа виробників відеочипів та відеокарт: NVIDIA та ATI. В червні 2000 року було випущено ATI Radeon, що мала 64 МБ DDR SDRAM з шиною 128 біт, на частоті 183 МГц. Radeon володіла блоком Transform and Lighting, чим було подолано технологічний розрив з NVIDIA. 2001 року NVIDIA випустила чип NV20, який став основою GeForce3. Він підтримував DirectX 8.0, який стандартизував піксельні і вершинні шейдери, тому відеоігри з підтримкою DirectX 8.0 мали якіснішу картинку. ATI у відповідь створили чип R200, який отримав апаратну тесселяцію, яка дала чипу самостійно робити моделі об'єктів складнішими. До 2005 року ринок відеокарт остаточно перетворився на протистояння NVIDIA і ATI. Пристрої конкурентів фактично почергово копіювали один одного, на кожну розробку однієї компанії за кілька місяців виходила відповідь іншої.

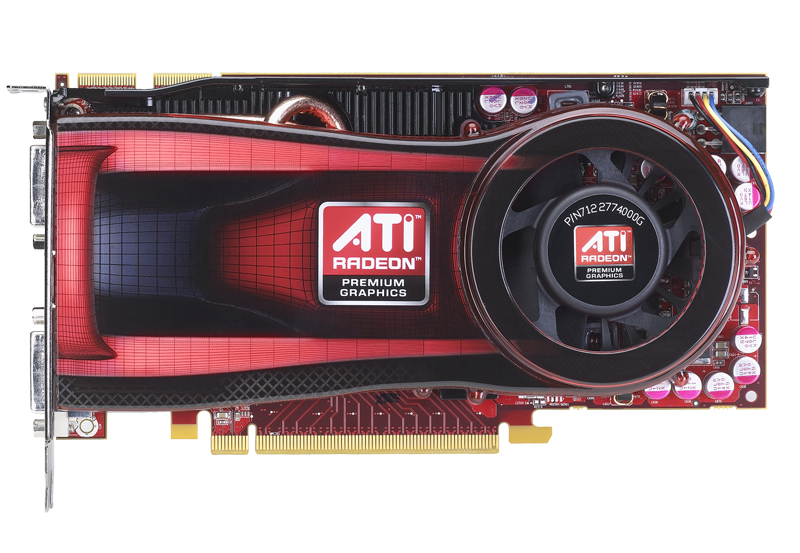
ATI Radeon HD 4770 (2009)

У 2006 році NVIDIA випустила першу двочипову відеокарту GeForce 7950 GX2, створену за 90-нм техпроцесом. Вона мала по одному чипу G71 на кожній з плат, ядра працювали на частоті 500 МГц, пам'ять — 600 МГц. Обсяг відеопам'яті GDDR3 становив 1 Гб, по 512 Мб для кожного чипа, з шиною шириною в 256 біт. У 2007 року була представлена флагманська відеокарта Radeon HD2900 XT на базі чипа R600. Частота ядра відеокарти становила 740 МГц, пам'яті GDDR4 — 825 МГц. Використовувалася 512-бітна шина пам'яті. Обсяг відеопам'яті досягав 512 МБ і 1 ГБ. Наступного року NVIDIA випустила чип GT200, який використовували GeForce GTX 280 і GTX 260. Чип вироблявся за 65-нм техпроцесом і містив 1,4 мільярда транзисторів з 80 текстурними блоками. Шина пам'яті збільшилася до 512 біт. Також була додана підтримка фізичного рушія PhysX і платформи CUDA. Частота ядра відеокарти становила 602 МГц, а пам'яті типу GDDR3 — 1107 МГц.
У 2010 році NVIDIA представила GF100 з архітектурою Fermi, чип, який ліг в основу відеокарти GeForce GTX 480. GF100 отримав 512 потокових процесорів. Частота ядра була 700 МГц, а пам'яті — 1848 МГц. Ширина шини склала 384 біт. Обсяг відеопам'яті GDDR5 становив 1,5 ГБ. GF100 підтримував DirectX 11, а також нову технологію NVIDIA Surround, що дозволяла розгорнути зображення на три екрани.
Для забезпечення все якіснішої графіки, передусім у відеоіграх, продовжується нарощення обсягів відеопам'яті, частоти процесора, вдосконалення енергозбереження і введення підтримки нових технологій обробки зображення та вирішення неграфічних задач. Масове використання відеокарт для майнінгу криптовалют Bitcoin та Ethereum зумовило в 2017—2021 роках дефіцит потужних моделей, таких як GeForce RTX 3090, GeForce RTX 3080, GeForce RTX 3070, GeForce RTX 3060 Ti, Radeon RX 6900 XT, Radeon RX 6800 XT і Radeon RX 6800. З огляду на це розробники почали випускати спеціалізовані відеокарти для майнінгу, а у відеокартах, призначених для обробки зображень, програмно обмежувати продуктивність майнінгу (наприклад, у GeForce RTX 3060).
У 2018 році NVIDIA почала випуск відеокарт з апаратною підтримкою технології трасування променів. Першою моделлю в ній стала GeForce RTX 2080.

## Структура

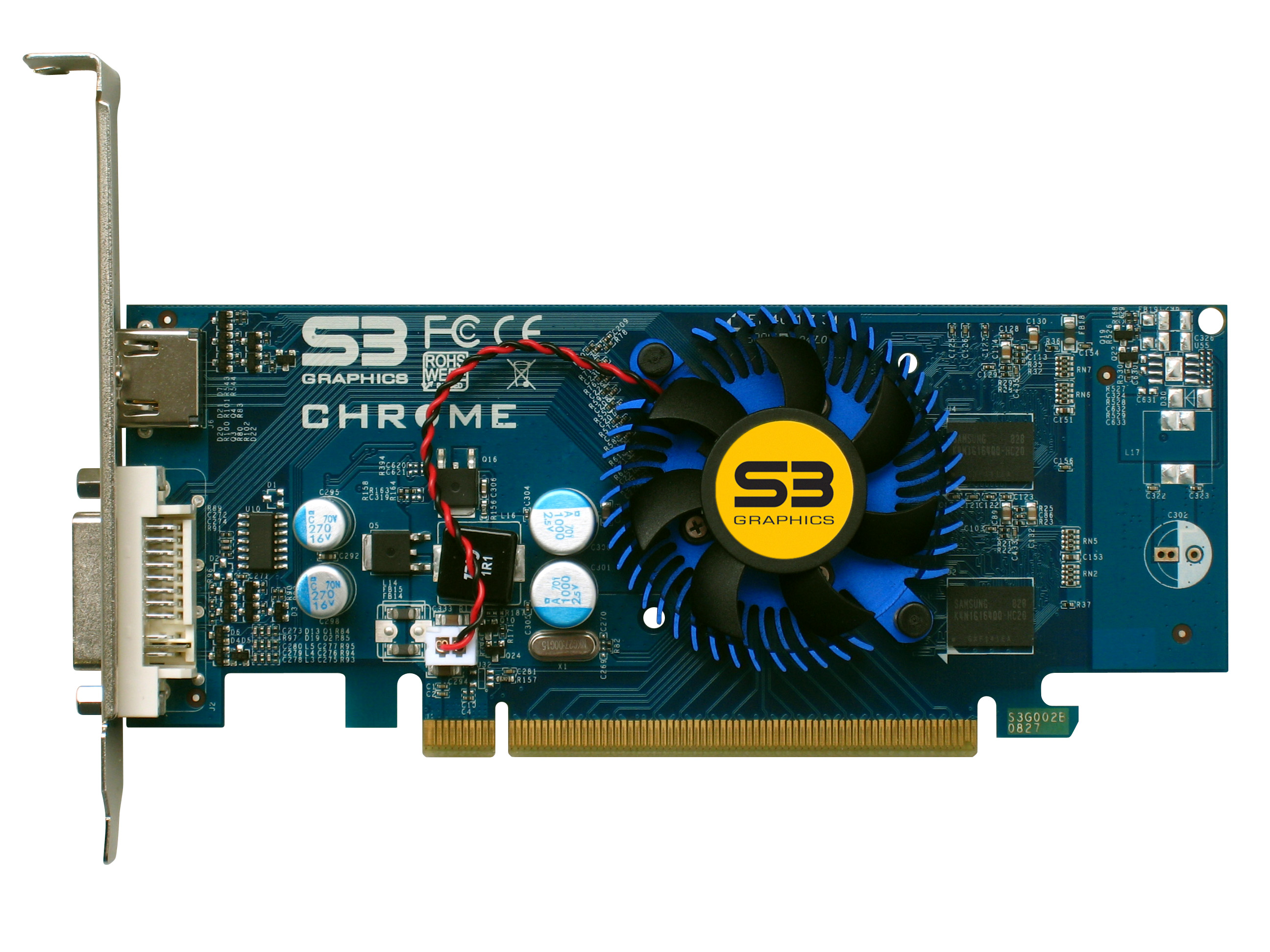
Відеокарта S3 Graphics chrome 530 GT: під синім радіатором з кулером міститься відеопроцесор, дві чорні мікросхеми праворуч — відеопам'ять GDDR2, ліворуч — інтерфейси виведення HDMI і DVI, золотиста смужка внизу — шина PCI Express.

- Друкована плата — пластина з діелектрика, на якій прокладено провідні доріжки, що пов'язують різні складові відеокарти.
- Шина підключення — комп'ютерна шина, через яку відеокарта обмінюється інформацією з материнською платою. Стандартними є AGP і PCI-E. Іноді PCI або ISA.
- Графічний процесор (відеопроцесор, GPU (Graphics processing unit) — процесор, який обчислює інформацію, що виводиться на монітор. Може брати на себе частину обчислень з центрального процесора.
- Відеопам'ять — мікросхеми, в які тимчасово поміщається інформація, обчислена графічним процесором. Відеопам'ять може бути виділена з основної оперативної пам'яті системи, в цьому випадку говорять про розподілену (shared) пам'ять. Як правило, чипи оперативної пам'яті припаяні прямо до друкованої плати, на відміну від знімних модулів системної пам'яті, які вставляються в стандартизовані роз'єми материнських плат.
- Відеоконтролер (Video Display Controller, VDC) — мікросхема, що формує вихідний сигнал, який передається на монітор.
- RAMDAC (Random Access Memory Digital-to-Analog Converter) або цифро-аналоговий перетворювач (ЦАП) — пристрій, що здійснює перетворення цифрових результатів роботи відеокарти в аналоговий сигнал, який відображається на моніторі. Можливостями цього пристрою визначається максимальна роздільність, кількість кольорів, насиченість картинки, частота кадрів.
- Відео-ROM (Video ROM, Video BIOS) — мікросхема, що зберігає в собі правила і алгоритми взаємодій частин відеокарти.
- Інтерфейси виведення (Output interfaces) — аналогові чи цифрові інтерфейси, які забезпечують передачу даних від відеокарти до дисплея. Зазвичай використовуються HDMI (цифровий), DVI (цифровий) та VGA (аналоговий).
- Система охолодження — пристрій, що здійснює відведення і розсіювання тепла від відеопроцесора та інших складових відеокарти. Зазвичай це кулер (радіатор разом із вентилятором). Забезпечує стабільну роботу і не допускає ушкодження деталей від їх надмірного нагріву. Системи охолодження бувають активні (вентилятор з радіатором) чи пасивні (тільки радіатор). Раніше відеокарти випускались взагалі без охолодження, зараз трапляються відеоприскорювачі, вбудовані в материнську плату або процесор. Такі можуть мати активне, пасивне, взагалі не мати охолоджувального пристрою чи мати спільне охолодження (відеоприскорювач інтегрований в процесор). У разі відсутності активного охолодження, цей процес відбувається завдяки повітряним потокам, що циркулюють в системному блоці за рахунок вентиляторів в блоці живлення разом з вентилятором на процесорі.

## Характеристики

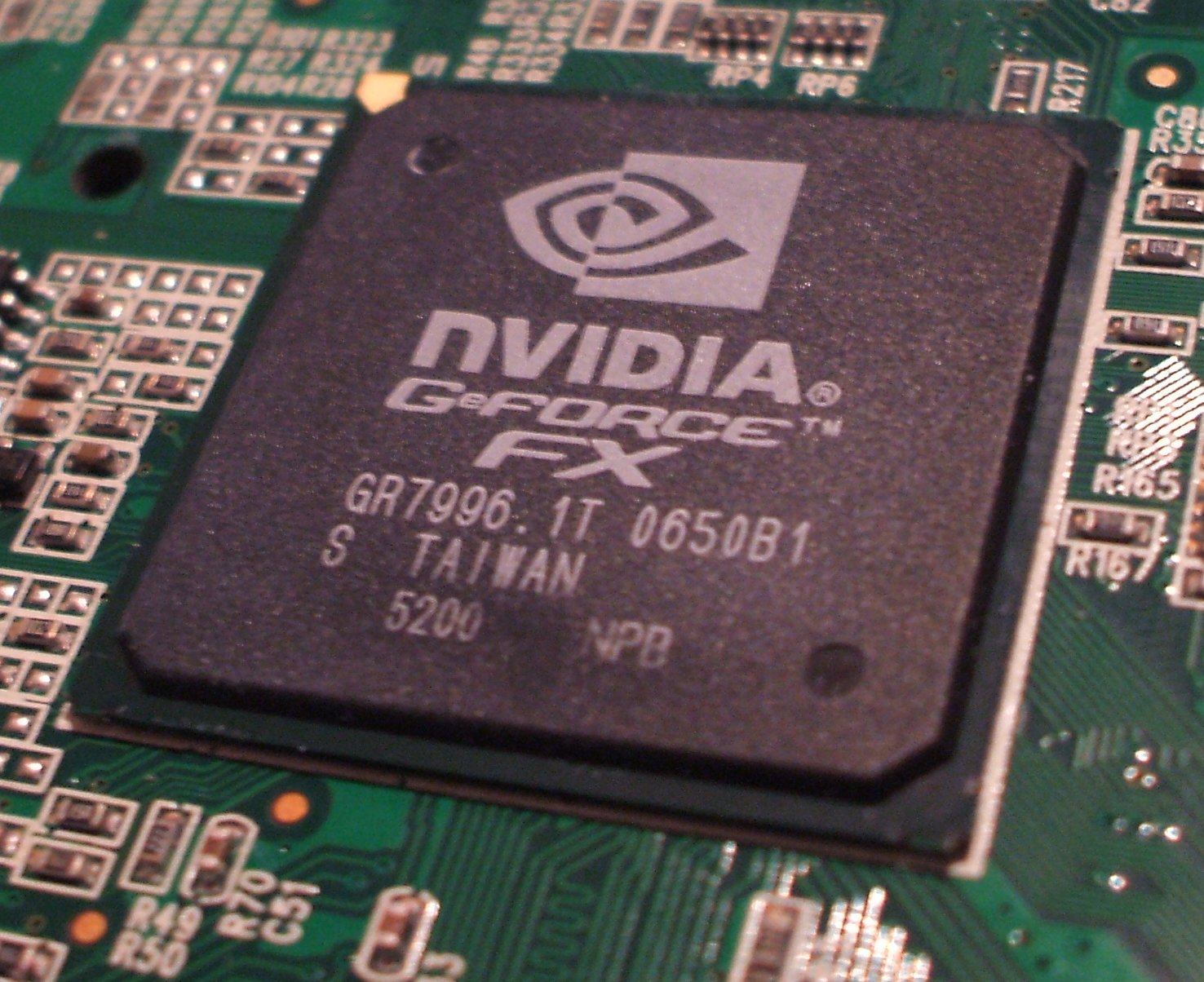
Відеопроцесор Geforce FX5200

### Відеопроцесор
- Робоча частота відеопроцесора — вимірюється в мегагерцах, тобто мільйонах тактів на секунду. Що вища частота, то більше відеопроцесор може обробити даних за одиницю часу.
- Блоки — частини відеопроцесора, які обчислюють окремі елементи зображення: текстури, вершини, геометрію. Що більше відповідних блоків, то швидше процесор виконує операції з елементами зображення. Блоки можуть мати різну частоту, відповідно менша їх кількість компенсується вищою частотою.

### Відеопам'ять

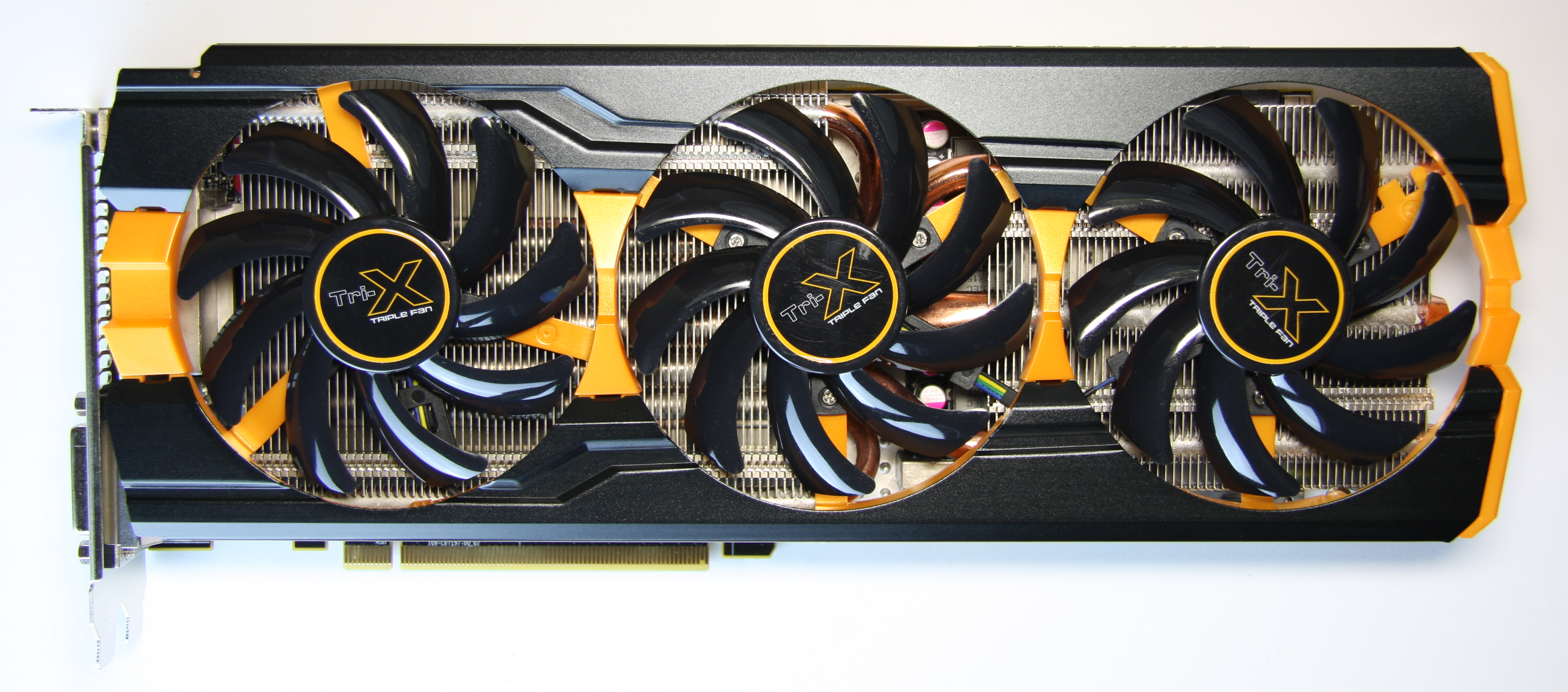
Система охолодження на відеокарті Sapphire Radeon R9 290X

- Обсяг відеопам'яті — пам'ять використовується для зберігання елементів зображення (текстур, вершин, даних буферів і т. д.) які будуть виведені на монітор. Вимірюється в мегабайтах і гігабайтах. Обсяг не визначає напряму продуктивність відеокарти, а лише в поєднанні з іншими характеристиками. Проте багато комп'ютерних програм вимагають певного мінімуму відеопам'яті, особливо програми для роботи з графікою і відеоігри.
- Частота відеопам'яті — визначає скільки операцій записування/читання може виконатися за такт. Ця характеристика тісно пов'язана з типом пам'яті, зазвичай використовується спеціальна GDDR. Пізніші типи мають швидшу передачу даних, так GDDR3 повільніша за GDDR5.
- Розрядність шини — визначає як швидко пам'ять обмінюється даними з відеопроцесором. Вимірюється в бітах: 64, 128, 256, 512 і т. д. Часто виробники компенсують повільність відеопам'яті більшою розрядністю шини, або навпаки — зменшують розрядність, натомість використовують пам'ять з вищою частотою.

### Охолодження
Зі зростанням навантаження на відеопроцесор його температура зростає, що призводить до пропуску тактів чи навіть може спричинити деформацію та розплавлення деталей відеокарти. Для уникнення цього використовуються системи охолодження. Їхній дизайн визначається виробником графічного процесора (тоді зветься референсним) або карти загалом чи користувача (кастомний).
- Пасивне — складається з радіатора, який відводить зайве тепло. Що складніша форма радіатора, то більшою є його площа і можливості до відведення тепла.
- Активне — складається з радіатора і вентилятора, іноді має систему охолодження рідиною: водою чи рідким азотом. Кулер створює потік повітря, який охолоджує радіатор. Потужніші кулери створюють більше шуму, але часто ними можна керувати через спеціальні програми.

### Форм-фактор
- Низькопрофільні — мають невеликі розміри, займають один слот розширення в ПК (50-60 мм у висоту). Як правило мають порівняно невисоку продуктивність, але можуть встановлюватися в невеликі корпуси, ноутбуки, нетбуки.
- Повнопрофільні — мають великі розміри, декоративні й охолоджувальні кожухи, великі радіатори і кулери, зазвичай займають два слоти розширення.

## Вирішення неграфічних задач

### Паралельні обчислення
Технологія обчислень загального призначення на графічних процесорних одиницях GPGPU (General-purpose computing on graphics processing units) дозволяє задіювати обчислювальні потужності графічних процесорів для таких задач, як обчислення фізики тривимірних об'єктів у відеоіграх, частково звільняючи від них центральний процесор. Останній таким чином отримує змогу паралельно виконувати інші обчислення. Так, у nVidia технологією GPGPU є CUDA, а у ATI — Stream.

### Майнінгкриптовалют

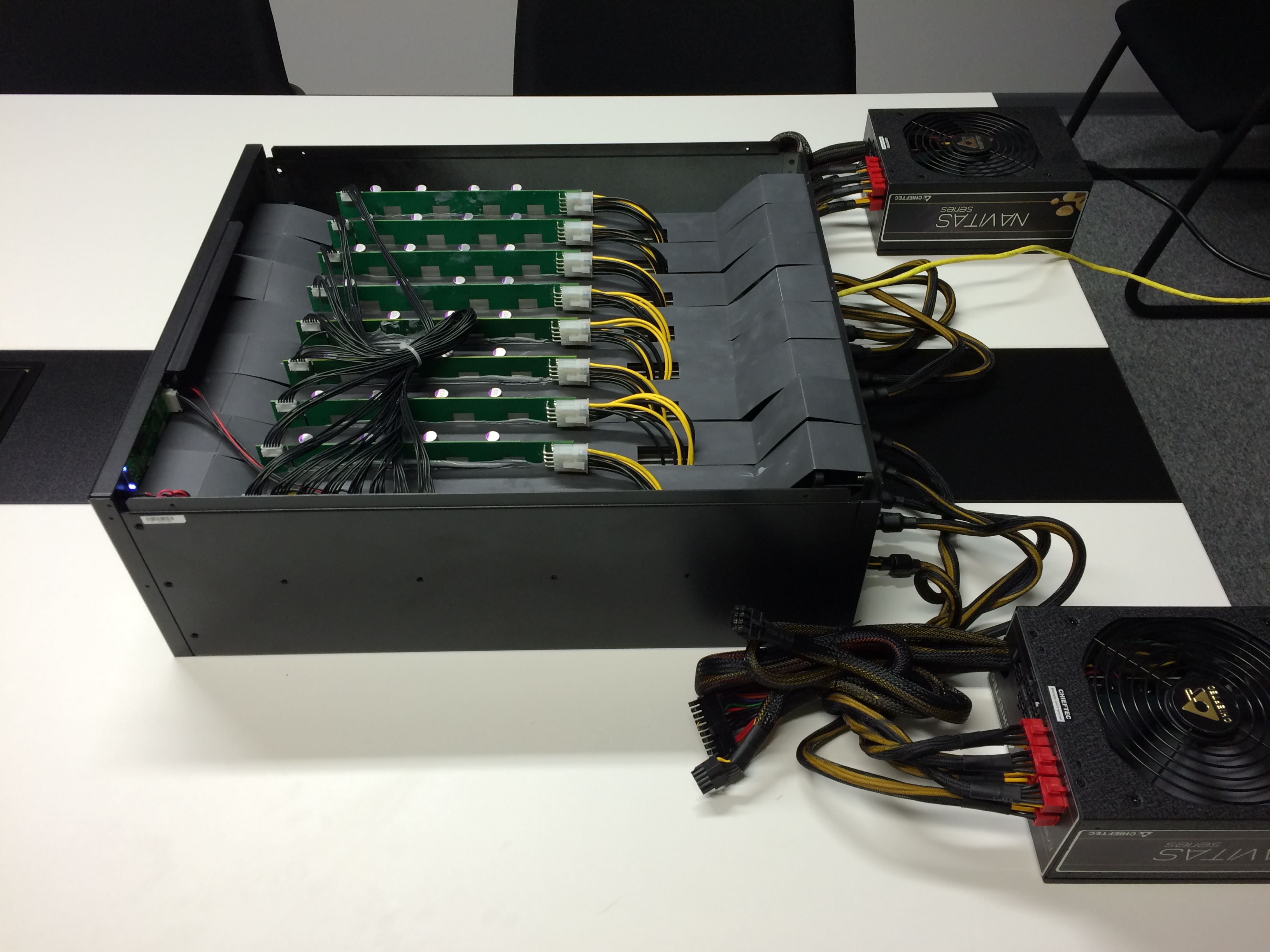
Майнінг-ферма з 8-ма відеокартами

#### Здійснення майнінгу
Завдяки високій обчислювальній потужності у 2010 році і до сьогодні набув поширення майнінг (англ. mining, дослівно «видобуток») криптовалют за допомогою графічних процесорів. Він здійснюється шляхом підбору геш-коду з-поміж численних комбінацій за допомогою спеціальних програм — майнерів. Графічні процесори в цьому випадку ефективніші за центральні, позаяк передусім розраховані на однотипні часто повторювані задачі. Валюта зараховується на попередньо створений електронний гаманець або майнінг-пул, де розділяється серед учасників процесу в залежності від внеску у видобуток.
Для збільшення виходу криптовалюти відеокарти об'єднуються на так званих фермах: комп'ютерах, материнська плата яких має кілька слотів підключення графічних адаптерів, наділених потужним блоком живлення і ефективною системою охолодження. Обмеження драйверів відеокарт зазвичай не дозволяють використовувати на одній платі понад 4-8 відеоадаптерів. Відеокарти, що постійно були навантажені майнінгом, мають вищі шанси поломки, а їхня середня продуктивність знижується.

#### Історичний огляд
Пік популярності майнінгу відбувся в травні-липні 2017 року через різке зростання курсу криптовалют. Типова ферма за курсу біткойна до $3000 могла виправдати інвестиції вже за 3-4 місяці. Це швидко спричинило стрибок цін на відеокарти, дефіцит потужних геймерських карт і випуск спеціалізованих саме для майнінгу карт і материнських плат.
На кінець 2018 року ціни помітно стабілізувалися, проте видобуток криптовалют ще довгий час буде однією з суттєвих неграфічних задач відеоадаптерів.
Станом на середину 2021 року ціни знов суттєво збільшилися, курс біткойна сягнув майже мільйона гривень за одну монету, а майнінг криптовалют із алгоритмом SHA-256 на класичних відеоадаптерах став майже неспроможний виправдати вкладення через збільшену складність обчислень та зменшення винагород.